# Thanh Đồng Hạp
Thanh Đồng Hạp (tiếng Trung: 青铜峡市, Hán Việt: Thanh Đồng Hạp thị) là một thành phố cấp huyện thuộc địa cấp thị Ngô Trung, Khu tự trị dân tộc Hồi Ninh Hạ, Cộng hòa Nhân dân Trung Hoa. Thanh Đồng Hạp có diện tích 1892 km², dân số khoảng 246.400 người, trong đó có nhiều người Hồi. Ở đây có công trình thủy lợi trên sông Hoàng Hà, đập Thanh Đồng Hạp.